# 韦冰
韦冰（？—746年），唐朝官員。

## 生平
韦坚之弟，另有兄弟将作少监韦兰、兵部员外郎韦芝。韦冰本人曾官鄠（今陕西户县）縣令。天宝五载，韦坚因得罪李林甫遭贬时，諸弟亦受牽連，皆遭贬死。